# Кокран (Чили)

Коммуна Кокран
на карте области

Кокран (исп. Cochrane) — посёлок в Чили. Административный центр одноимённой коммуны и провинции Капитан-Прат. Население — 2217 человек (2002). Посёлок и коммуна входят в состав провинции Капитан-Прат и области Айсен-дель-Хенераль-Карлос-Ибаньес-дель-Кампо.
Территория коммуны — 8599,5 км². Численность населения — 2859 жителей (2007). Плотность населения — 0,33 чел./км².

## Расположение
Посёлок расположен в 192 км на юг от административного центра области города Койайке.
Коммуна граничит:
- на севере — c коммуной Чиле-Чико
- на востоке — с провинцией Санта-Крус (Аргентина)
- на юге — c коммуной О’Хиггинс
- на западе — c коммуной Тортель

## Демография
Согласно сведениям, собранным в ходе переписи Национальным институтом статистики, население коммуны составляет 2859 человек, из которых 1523 мужчины и 1336 женщин.
Население коммуны составляет 2,85 % от общей численности населения области Айсен-дель-Хенераль-Карлос-Ибаньес-дель-Кампо, при этом 20,32 % относится к сельскому населению и 79,68 % — городское население.